# Верховный суд Кыргызстана
Верховный суд Киргизской Республики — высший судебный орган по гражданским делам, разрешению экономических споров, уголовным, административным и иным делам, подсудным судам общей юрисдикции и административным судам, образованным в соответствии с конституционным законом и осуществляющим судебную власть посредством гражданского, административного и уголовного судопроизводства, а также осуществляет в предусмотренных законом процессуальных формах судебный надзор за деятельностью судов общей юрисдикции и административных судов и дает разъяснения по вопросам судебной практики.
Председатель и заместитель председателя судей избираются собранием судей Верховного суда на 5 лет. Президент представляет Жогорку Кенешу кандидатуры для избрания на должность судей Верховного суда и Конституционной палаты.

## История
Официальной датой начала деятельности кыргызского суда считается 30 ноября 1924 года. Поскольку, именно в 1924 году была образована Кара-Киргизская автономная область, где начали создаваться областные учреждения, в том числе и областной суд.
5 декабря 1936 года была принята новая Конституция СССР. На её основе Киргизская автономная область была преобразована в Киргизскую Советскую Социалистическую Республику.С этого момента Главный суд Киргизской АССР стал называться Верховным судом Киргизской ССР, соответственно были изменены его структура и функции. Суды стали выносить приговоры и решения именем Киргизской Советской Социалистической Республики.
На 1990 год судебную систему Киргизской ССР составляли Верховный суд Киргизской ССР, областные, Фрунзенский городской, Военный суды Киргизской ССР, районные (городские) народные суды.
После провозглашения независимости Киргизской Республикой была принята Конституция Киргизской Республики 5 мая 1993 года, закрепившая принцип разделения власти на судебную, законодательную и исполнительную.
В 1998 году была образована Комиссия по судебной реформе при Президенте КР, основной целью которой являлось обеспечение согласованных действий органов законодательной, исполнительной и судебной власти, Совета судей и Ассоциации судей КР в проведении судебной реформы, подготовке и принятии нормативных правовых актов, регулирующих организацию и порядок деятельности судов. По результатам работы комиссии был подготовлен проект закона КР «О Верховном суде Киргизской Республики и местных судах общей юрисдикции», который был принят Законодательным собранием Жогорку Кенеша и вступил в силу 1 мая 1999 года.
18 февраля 2003 года был принят Закон КР «О новой редакции Конституции Киргизской Республики», который определил новое направление развития судебной системы КР. Арбитражные суды были интегрированы в систему судов общей юрисдикции, изменился порядок назначения судей местных судов, которые стали назначаться Президентом КР с согласия Жогорку Кенеша КР.
В 2003 году в целях дальнейшего реформирования судебной системы страны Законодательным собранием Жогорку Кенеша КР был принят Закон КР «О Верховном суде Киргизской Республики и местных судах», в соответствии с которым состав Верховного суда КР состоял из Председателя, четырёх его заместителей и 30 судей Верховного суда КР.

## Полномочия
Верховный суд Киргизской Республики:
- пересматривает (рассматривает) судебные дела и материалы в кассационном порядке;
- пересматривает дела по новым или вновь открывшимся обстоятельствам;
- изучает и обобщает судебную практику, ведет судебную статистику;
- осуществляет другие полномочия, предоставленные ему в соответствии с законодательством Киргизской Республики, за исключением полномочий, отнесенных к ведению Конституционной палаты.

## Состав и структура
Верховный суд состоит из следующих структур:
- Пленум Верховного суда;
- судебная коллегия по уголовным делам и делам об административных правонарушениях;
- судебная коллегия по гражданским делам;
- судебная коллегия по административным и экономическим делам.

Судебная коллегия осуществляет:
- в качестве апелляционной инстанции пересмотр не вступивших в законную силу судебных актов судов первой инстанции;
- в качестве кассационной инстанции пересмотр вступивших в законную силу судебных актов судов первой инстанции.

Пленум Верховного суда:
- рассматривает материалы и обобщения судебной практики и дает разъяснения по вопросам судебной практики по применению законов и иных нормативных правовых актов Киргизской Республики;
- рассматривает материалы по применению законов и иных нормативных правовых актов Киргизской Республики местными судами;
- избирает персональный состав судебных коллегий с учётом специализации;
- избирает по представлению председателя Верховного суда состав Научно-консультативного совета при Верховном суде, а также утверждает положение о нём;
- избирает секретаря Пленума Верховного суда из числа судей Верховного суда по представлению председателя Верховного суда;
- по вопросам внутренней деятельности Верховного суда принимает Регламент Верховного суда;
- заслушивает председателей судебных коллегий Верховного суда о работе судебных коллегий;
- заслушивает сообщения председателя Верховного суда о деятельности Верховного суда;
- рассматривает другие вопросы организации и деятельности судов;
- утверждает научно обоснованные нормативы нагрузок на судей.[3]

## Председатели Верховного суда
- — 2021 Гульбара Калиева
- 2021—2022 — Бакирова, Нургуль Жакыповна
- 2022 — Замирбек Базарбеков